# Ahrensburger Modell
Das Unternehmen Joh. Friedrich Behrens aus Ahrensburg (bei Hamburg) war eines der ersten Unternehmen in Deutschland, in dem die Mitarbeiter weitgehende Rechte auf Partizipation hatten. Das dort praktizierte Mitbestimmungsmodell wurde unter dem Begriff Ahrensburger Modell bekannt und ist das bis heute wohl interessanteste Beispiel eines Partnerschaftsmodells.

## Das Unternehmen
Joh. Friedrich Behrens hat das Unternehmen unter seinem Namen 1910 in Hamburg gegründet. Nach der Zerstörung der Geschäftsräume im Zweiten Weltkrieg verkaufte er es 1946 an seine Schachfreunde Carl Backhaus und Hans Rodmann für 20.000 Reichsmark. Übrig waren zu diesem Zeitpunkt die Kundenkartei, einige Rollen Draht und eine Heftklammermaschine, die erst nach der Zerstörung geliefert worden war. In Hamburg, Am Strohaus 2, wurde 1947 die Fertigung wieder aufgenommen. 1951 zog man nach Ahrensburg in eine Bauruine um. Das Unternehmen wuchs sehr schnell. Mitte der 70er Jahre beschäftigte es etwa 550 Mitarbeiter, die im Wesentlichen mit der Produktion von Heftklammern, Druckluftnaglern und Maschinen zur Herstellung von Heftklammern befasst waren. Heute firmiert das Unternehmen unter dem Namen Johann Friedrich Behrens AG, ist an der Börse notiert und verfügt über modernste Fertigungsanlagen zur Herstellung von Klammern und Nägeln.

## Entstehung und Verlauf des Ahrensburger Modells

### 1945–1952
Backhaus und Rodmann ging es nach dem Kriege nicht nur um eine Geldanlage, sondern um die Verwirklichung ihrer gesellschaftspolitischen Vorstellungen. Deutschland befand sich am Nullpunkt und man strebte eine Zukunft an, die am besten mit der Formulierung „demokratischer Sozialismus“ umschrieben werden kann. Backhaus und Rodmann kauften das Unternehmen, um in ihm mit betriebsdemokratischen Modellen zu experimentieren.
Ausgangspunkt für das Mitarbeiterbeteiligungsmodell war die schon 1943 gegründete „Kampfgemeinschaft für totale Demokratie“, die in einer nach dem Krieg gedruckten Broschüre die Auffassung vertrat, dass „jede politische Demokratie gefährdet ist, wenn in den anderen gesellschaftlichen Bereichen nicht ebenfalls demokratische Strukturen vorhanden sind“, zum Beispiel in Unternehmen.
1947 legten Backhaus und Rodmann ihren Mitarbeitern zum ersten Mal ihre Vorstellungen schriftlich vor. Das Schreiben unterbreitete den Mitarbeitern einen „Vorschlag für die Neuordnung der arbeitsrechtlichen Beziehungen“. Gemeint war eine „demokratische Betriebsgemeinschaft“, in der primär die Gleichberechtigung zwischen den Inhabern und Beschäftigten verwirklicht werden soll. Die Kernpunkte waren:
1. Verbriefte Gleichberechtigung zwischen Inhabern und Beschäftigten,
2. Verschmelzung der Interessen von Arbeitnehmern und -gebern,
3. Gleiche Rechte für alle „Betriebsbeteiligten nach Können und Leistung“ bei der Beteiligung am Unternehmen,
4. Alle Beteiligte erhalten einen „gerechten Anteil am effektiven Arbeitsertrag und an der realen Wertveränderung des Betriebes“.

Bis zur ersten Betriebsvereinbarung wurde bei Joh. Friedrich Behrens eine plebiszitäre Mitbestimmung praktiziert, die keinen kodifizierten Regeln unterlag. Einmal im Monat wurde ein Treffen zwischen Unternehmensleitung und den damals 35 Mitarbeitern veranstaltet, auf dem über alles Mögliche diskutiert und entschieden wurde.

### 1953–1966
Auf einer Betriebsversammlung 1953 wurde den Mitarbeitern dann eine Betriebsvereinbarung vorgelegt, in der deren Rechte wie folgt konkretisiert wurden:
1. Jeder Mitarbeiter, der mindestens drei Jahre im Unternehmen angehört, mindestens 25 Jahre alt ist und das 65. Lebensjahr nicht überschritten hat, konnte mit Zustimmung der „Betriebsbeteiligtenversammlung“ den Status eines „Betriebsbeteiligten“ erhalten.
2. Er hatte damit das Recht, auf Antrag an die Geschäftsführung eine Berechtigung auf Gewinnbeteiligung zu erwerben.
3. Ferner konnte er einen Geschäftsführer in die Unternehmensleitung wählen.
4. Einmal im Monat mussten die „Betriebsbeteiligten“ von der Geschäftsführung über den Verlauf der Geschäftsentwicklung informiert werden.
5. Die auf jeden „Betriebsbeteiligten“ entfallenden Beträge aus der Unternehmensgewinnbeteiligung wurden dem Unternehmen als Darlehen zur Verfügung gestellt, zur „Deckung des Kapitalbedarfs der Gesellschaft“, wie es in der Betriebsvereinbarung hieß. Die Darlehensbeträge wurden mit 6 % verzinst und konnten mit einer Kündigungsfrist von 6 Monaten zum Jahresende gekündigt werden.

Mitte der fünfziger Jahre beschäftigte sich ein von Backhaus und Rodmann einberufenes Team aus Hamburger Richtern und Anwälten mit der Ausarbeitung eines Gesellschaftsvertrages, dessen Kernstück der „politische Wille“ der „Demokratischen Betriebsgemeinschaft“ sein sollte. Diese gesellschaftsrechtlichen Vereinbarungen traten 1958 in Kraft und beinhalteten Regelungen, nach denen die Mitarbeiter ihre bis dahin als Darlehensforderungen erworbenen Gewinnbeteiligungen in Kommanditeinlagen einer neu gegründeten KG (Kommanditgesellschaft) umwandelten. Die Rolle der Kommanditisten (Mitarbeiter) wurde durch die Schaffung eines mehrheitlich von Mitarbeitern bestimmten Beirates wesentlich erweitert. Inhaltlich ging sie weit über den im Betriebsverfassungsgesetz gesteckten Rahmen hinaus.

### 1967–1976
1967 erfuhr der Gesellschaftsvertrag aus gewerbeertragsteuerlichen Gründen eine grundlegende Veränderung: die Gesellschaft wurde eine oHG (offene Handelsgesellschaft) und die Kommanditisten waren atypische stille Gesellschafter. Der Vertrag basierte auf folgenden Grundlagen:
1. Jeder Gesellschafter ordnet sein Interesse dem aller unter.
2. Jeder bringt ein Höchstmaß an Fleiß und Einsatzwillen in die Gemeinschaft ein.
3. Jeder soll neben seinem fachlichen Können auch ein Verständnis für das Unternehmen und seiner Ziele entwickeln.

Alle bei Behrens Arbeitenden, also Unternehmer (persönlich haftende Gesellschafter) und Mitarbeiter (stille Gesellschafter), sind als gleichberechtigt und gleichwertig zu betrachten. Die Geschäftsführung musste für wesentliche Handlungen und unternehmerische Entscheidungen die Zustimmung des Beirates einholen. Der bestand aus fünf Mitgliedern, von denen zwei von den persönlich haftenden Gesellschaftern entsandt und drei von den stillen Gesellschaftern gewählt wurden.
Zustimmungspflichtig waren unter anderem:
- Erwerb, Veräußerung oder Belastung von Grundstücken,
- Errichtung von Neu- oder größeren Umbauten,
- Anschaffung von Gegenständen des Anlagevermögens mit einem Einzelwert über 20.000 DM,
- Errichtung oder Aufhebung von Zweigniederlassungen,
- Aufnahme neuer Produktionszweige,
- Bestellung von Prokuristen,
- Abschluss von Anstellungs- und Arbeitsverträgen mit einer Monatsvergütung von über 1.500 DM brutto

Die Gesellschafterversammlung bestand 1972 beispielsweise aus ca. 200 stillen Gesellschaftern und vier persönlich haftenden Gesellschaftern (Geschäftsleitung). Die Beteiligung eines Mitarbeiters als Gesellschafter war vollkommen freiwillig, er musste aber von der Gesellschafterversammlung mehrheitlich gewählt werden. 1976 waren 265 der 465 Mitarbeiter (also 57 %) Gesellschafter des Unternehmens.
Im Zuge der weiteren Ausweitung des Kreises der „Entscheider“ und des zunehmenden Alters diskussionserfahrener Meinungsführer traten auch die Nachteile der bei Behrens praktizierten Mitarbeiterbeteiligung immer deutlicher zutage:
- Es gab einen Geschlechterkampf. Weibliche Antragsteller auf den Status eines Stillen Gesellschafters bekamen häufig nur mit sehr knappem Abstimmungsergebnis eine erforderliche Mehrheit (oder auch nicht). Die Ursache ist darin zu suchen, dass Frauen Anfang der 70er Jahre mehrheitlich eher einfache Arbeiten in der Verpackungsabteilung oder Kantine verrichteten und nach Meinung ihrer älteren, männlichen Kollegen nicht die erforderlichen Qualifikationen zur Mitgestaltung besaßen.
- Gesellschafterversammlungen wurden aufgrund der zunehmenden Zahl der Gesellschafter zu Massenveranstaltungen, auf denen echte Mitspracherechte nicht mehr ausgeübt werden konnten. Die meisten Teilnehmer trauten sich nicht zu sprechen und überließen das Reden den routinierten Meinungsführern.
- In der Praxis erschöpfte sich die Mitentscheidung in drei Dingen: Wahl der Beiratsmitglieder, Zustimmung zu Anträgen auf Zulassung neuer Gesellschafter und Zustimmungen zu Vertragsänderungen.

Neun von zehn Mitarbeitern schätzten bei einer 1985 durchgeführten Befragung den Einfluss der Gesellschafterversammlung als „am Ende eher gering“ oder „praktisch null“ ein. Formalien nahmen einen immer größeren Raum ein. Durch den zunehmenden Konformitätsdruck und die immer komplexer werdenden unternehmerischen Einzelfragen konnte sich die ursprünglich angestrebte basisorientierte Mitbestimmung nie richtig entfalten.
Ab 1973 – nachdem einer der persönlich haftenden Gesellschafter gekündigt hatte – gab es dann zunehmend auch Kündigungen von stillen Gesellschaftern. Bis dahin war die Kündigung des Gesellschafterverhältnisses tabuisiert, das heißt, man durfte zwar kündigen, tat es aber nicht. Lediglich mit der Beendigung des Arbeitsverhältnisses endete auch die Gesellschaftereigenschaft.
Unter den ersten, die 1973 kündigten, war auch der Mitarbeiter mit der zweitlängsten Betriebszugehörigkeit. Das hatte eine gewisse Signalwirkung. Die Zahl der Kündigungen stieg. Die Kapitaleinlagen der Kündigenden wurden zwar erst nach einem mehrjährigen Tilgungsplan ausgezahlt, aber in der Bilanz des Unternehmens waren sie sofort Verbindlichkeiten.
Wie alle Unternehmen unterlag natürlich auch Joh. Friedrich Behrens den Gesetzen der freien Marktwirtschaft. 1975 waren es die Hausbanken, die darauf bestanden, dass das Unternehmen den Abfluss von Eigenkapital stoppte. Dies umso mehr, als Joh. Friedrich Behrens in diesem Jahr zum ersten Mal in seiner Geschichte einen nennenswerten Verlust machte. Nach mehrmonatigen Diskussionen im Kreise aller Gesellschafter wurde beschlossen, dem Unternehmen die Rechtsform einer Kapitalgesellschaft, und zwar einer Aktiengesellschaft, zu geben. Zu diesem Zweck wurde am 5. November 1975 die „BeA Befestigungstechnik AG“ gegründet, die zum 1. Januar 1977 die Firma „Joh. Friedrich Behrens“ mit deren Namen übernahm. Den Beschluss darüber fassten alle Gesellschafter (drei persönlich haftende und 257 stille Gesellschafter) einstimmig.

### 1977 (Modellende)
Alle Gesellschafter waren nun Aktionäre. Auch Gründer Carl Backhaus schied – dreiundsiebzigjährig – Ende 1975 aus. Die zwei verbliebenen persönlich haftenden wurden Vorstände. Dem Beirat entsprach nun der Aufsichtsrat. Insoweit war die Mitbestimmung zunächst gewahrt. Wesentliche Änderung: der Unternehmensgewinn kann nach dem AktG nur an Aktionäre ausgekehrt werden, d. h. das Hinzukommen von neuen „Gesellschaftern“, die ihren Anteil nur aus Gewinnbeteiligungen ansparten, war nun nicht mehr möglich.
Die Gesellschaft war nun eine anonyme Gesellschaft geworden. Der Verkauf der (Inhaber-)Aktien an der Gesellschaft konnte von ihr nicht mehr kontrolliert werden, und es begann ein regelrechter Ausverkauf. Lange bevor die Aktien an der Börse gehandelt wurden, kauften Banken Mitarbeiteraktien in großem Umfang. So war es für den Mitarbeiter-Aktionär einfach geworden, an „sein Geld“ heranzukommen. Seinen Arbeitsplatz bei „BeA“ behielt man gern. Das Unternehmen florierte auch wieder, aber die Beteiligung am Kapital musste nicht sein.
Im Juli 1980 wurde die Joh. Friedrich Behrens AG zum Handel an der Hamburger Börse zugelassen. Auf Hauptversammlungen waren nur noch wenige Mitarbeiter anzutreffen.

## Zusammenfassung
Die wohl größte Errungenschaft des Ahrensburger Modells war, dass sich im Verlaufe der Modellpraxis bei Joh. Friedrich Behrens ein offenes, von Willkürakten und Rücksichtslosigkeiten befreites Verhältnis zwischen Belegschaft und Unternehmensleitung entwickelt hat, das durch jahrzehntelange gute Umgangsformen geprägt wurde und noch lange Zeit nach Modellende im Unternehmen nachwirkte. Das fand auch seinen Ausdruck in den Haustarifverträgen, die das Unternehmen mit der IG Metall jahrzehntelang ausgehandelt hatte. In ihnen waren die Rechte des Betriebsrats über das Betriebsverfassungsgesetz hinaus erweitert worden. Dieser Teil war naturgemäß von der Umwandlung in eine AG nicht betroffen und bestand fort.